# Julius Konegen
Julius Konegen (* 1. Juli 1857 in Königsberg, Ostpreußen; † 9. Mai 1916 in Braunschweig) war ein deutscher Ingenieur und Unternehmer.

## Leben und Werk
Konegen studierte von 1878 bis 1881 Maschinenbau an der Gewerbeakademie und der aus ihr hervorgegangenen Technischen Hochschule Berlin. Er arbeitete in der Braunschweiger Maschinenfabrik und Mühlenbauanstalt G. Luther als Konstrukteur, Betriebsleiter, Auslandsvertreter und wurde später Kommanditist. Er verließ dieses Unternehmen 1894 und gründete im Jahr darauf in Braunschweig zusammen mit seinen ehemaligen Arbeitskollegen Ernst Amme und Carl Giesecke die Mühlenbauanstalt Amme, Giesecke & Konegen (AGK). Am rasch wachsenden Unternehmenserfolg war Konegen vor allem als Entwickler einer Mehlsicht- und Sortieranlage beteiligt. Im Jahr 1911 wurde er von der Stadt Braunschweig als unbesoldeter (ehrenamtlicher) Stadtrat in den Magistrat berufen. Er war Mitglied der Braunschweiger Freimaurerloge Carl zur gekrönten Säule. Er war auch Mitglied im Verein Deutscher Ingenieure (VDI). Während des Ersten Weltkriegs stellte die AGK ihre Produktion weitgehend auf Rüstungsgüter um. Konegen starb 1916.

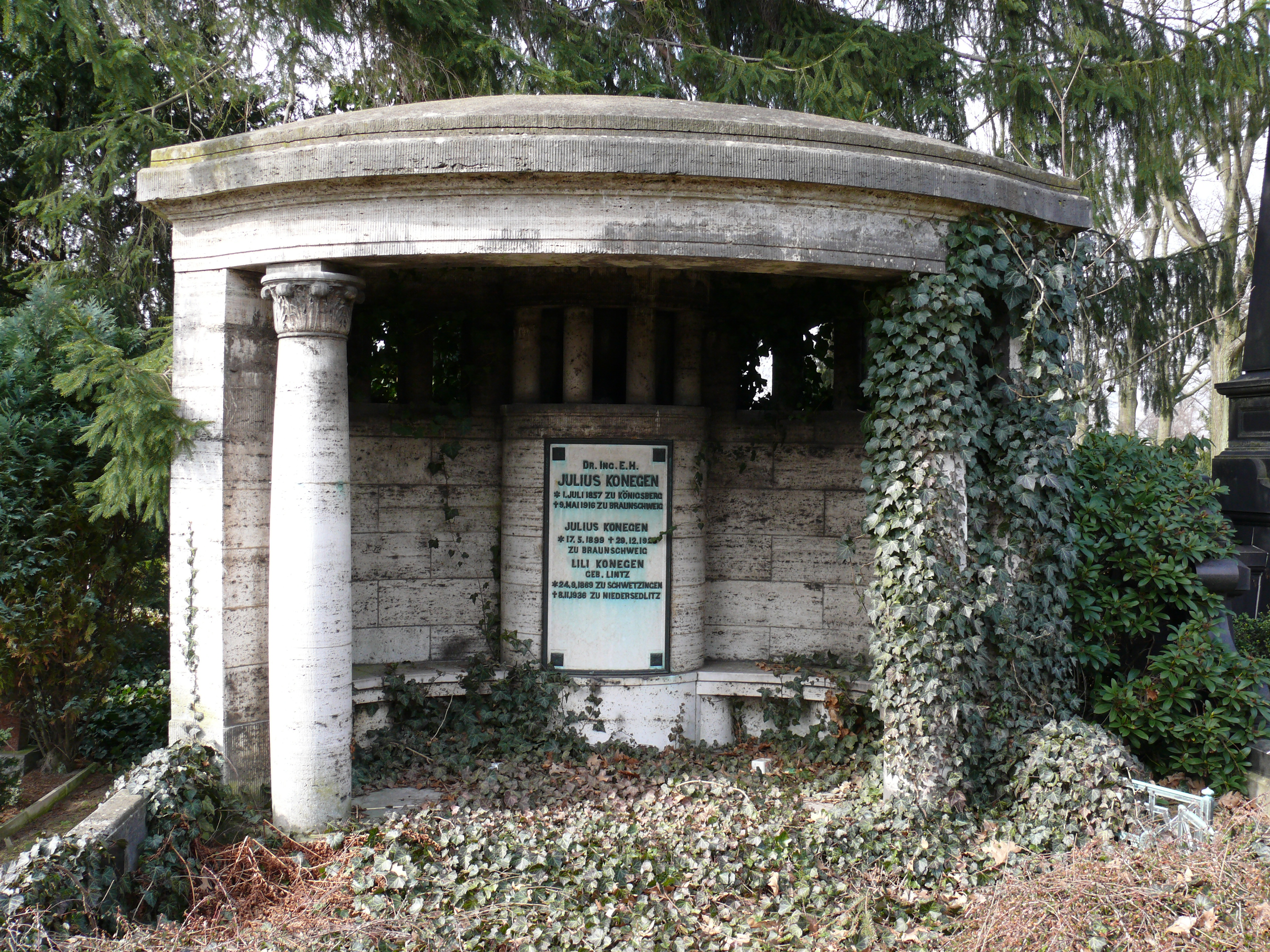
Grabmal Konegen auf dem Hauptfriedhof Braunschweig

## Auszeichnungen
Die Technische Hochschule Braunschweig verlieh Konegen 1909 die Ehrendoktorwürde. Der Braunschweiger Bezirksverein des VDI ernannte ihn zu seinem Ehrenmitglied. Nach ihm ist die Julius-Konegen-Straße in Braunschweig benannt.